# 新闻1+1
《新闻1+1》是中国中央电视台新闻频道的一档新闻评论栏目，主要点评当天最热门的重要新闻。类似的节目有凤凰卫视的《新闻今日谈》和《时事开讲》。

## 主持人
主要由白岩松（以“评论员”身份出镜）、董倩、王宁、沙晨、柴璐等主持。此外王跃军、孙宝印、张羽、柴静、李小萌也曾是该节目的主持人。

## 播出形式
大部分情况下该节目以现场直播方式播出，但偶尔由于主持人专访新闻当事人或者假期等原因节目为提前录制。
2008年一般为一位主持人和一位新闻评论员/著名教授面对面交流的形式；2009年-2011年为一位主持人和评论员共同主持，有时会以电话，视频（视频连线时一般专家位于演播室的评论区中）的形式连线专家进行讨论，偶尔会邀请新闻当事人在演播室内与主持人面对面交流。2011年起改为一位主持人或评论员连线专家。
逢重大话题（如“奥运会”“十八大”“两会”“APEC”等）会由主持人通过大屏幕站播连线在另一演播室的白岩松，一般以“瞬间”“人物”“声音”“特写”“关键词”等板块展开讨论。
自2011年8月1日起，该节目采用双片头。第一片头以白岩松和工作人员准备节目的过程为画面，最后以节目标志结束，全程将画面镜像地放入三个小框里。第二片头为新制作，在第一片头和赞助广告后播出，以蓝色背景，黃色節目中，英文名稱并演绎首播时间数字等元素。值得一提的是，节目结束时会再次播出第一片头（有時并非完整播出），替代通常的版权页片尾。
2019年10月16日，新闻频道高清化改版后，该节目当晚迁入N07演播室直播，使用19版包装、镜面等。双片头不变，调整为16:9格式。全高清化制播后除特殊情况外均为直播，仅有三次录播，且录播节目在N11演播室录制：
- 2020年4月9日，连线比尔及梅琳达·盖茨基金会联席主席比尔·盖茨，仅播出部分，专访的详细内容于4月11日《新闻周刊》播出；
- 2020年5月1日，连线《柳叶刀》总编理查德·霍顿（英语：Richard Horton (editor)）。本期节目加长至43分钟。
- 2020年9月22日，連線國際奧林匹克委員會主席托馬斯·巴赫，且首次由中央電視台體育頻道主持人張斌主持。

2025年1月2日，节目更换新片头，将主持人和工作人员准备节目的画面改为节目标志和城市夜景动画。

## 播出时间
2008年3月开播初期，《新闻1+1》在新闻频道逢星期一至五22:00-22:30以直播形式首播（次日0:30-1:00/8:30-9:00/14:30-15:00重播），2008年5月中旬后，8:30/14:30的重播时段取消。
2009年8月3日起，《新闻1+1》提前到星期一至五21:30-22:00以直播形式首播，重播时间曾更换数次，现在该节目则在次日2:30-3:00、4:30-5:00重播。

## 著名單元

### 新冠肺炎早期採訪钟南山
2019冠狀病毒病武漢市疫情暴發，但1月初武漢市衛健委一直對國家衛健委專家組隱瞞病毒的傳染性，至2020年1月20日《新闻1+1》节目白岩松直播訪問钟南山院士，得到钟南山兩次說出“肯定的有人传人”，是中國官方首次確認病毒有人传人現像，撼動輿論，由此大眾開始重視疫情。白岩松後來描述钟南山「他说到了人传人、不要去武汉、要戴口罩等等，这样的言语立即产生了动员的效果。」

## 争议
《新闻1+1》因为主持风格犀利，“火力十足”常受到社会强烈关注，正因为此，也偶尔面临着停播。如2011年8月9日21点30分，《新闻1+1》原定播出关于大连PX项目风险的评论节目《高危项目别低调推进》，该期《新闻1+1》预告片显示，节目围绕福佳大化（PX项目），质疑“一个中国最大的PX项目，两个不同的审批、环评和建设版本。面对PX，两个城市为何不同？”预告片中还称，25平方公里的大孤山半岛，接连发生化工事故：中石油大连输油管发生爆炸、大连新港码头油库7·16爆炸现场再发火情、大连碳化工不明臭气泄漏，临场中毒员工已出院，“事故连发的背后需要我们警惕什么？”而预告片后在播完赞助广告后竟然播出的是天气预报，最后播放的是当晚的《焦点访谈》。央视官网中，《新闻1+1》栏目主页中，也没有该期节目的介绍。
“腰斩节目，真还没见过”，停播引发网友争议，网友质疑“大连PX，你到底有多牛？”

## 引用文獻
1. ↑  . CCTV.   [2021-11-05]. （原始内容存档于2021-11-29）.
2. ↑  . 人民网.   [2021-11-05]. （原始内容存档于2021-11-05）.
3. ↑  . 央视网.   [2025-01-02]. （原始内容存档于2025-04-14）.
4. ↑  . 央视新闻客户端. 2020-01-21  [2020-05-10]. （原始内容存档于2020-04-29）.本文為2020年1月20日中央電視台《新闻1+1》节目訪問用謄稿.
5. ↑  . 哔哩哔哩視頻. 2020-01-21  [2020-05-10]. （原始内容存档于2020-05-10）.片源自2020年1月20日中央電視台《新闻1＋1》节目.
6. ↑  . 新浪新聞. 2020-01-21.[]原刊於环球人物.
7. 1 2  . 央视新闻客户端. 2020-04-09  [2020-05-10]. （原始内容存档于2020-05-10）.
8. ↑  
網上輿論亦可參見哔哩哔哩 & 2020-01-21，是2020年1月20日中央電視台《新闻1+1》节目在哔哩哔哩的線上評論.